# Sunday VS Magazine: Shūketsu! Chōjō Daikessen
Sunday VS Magazine: Shūketsu! Chōjō daikessen (サンデー VS マガジン 集結！ 頂上大決戦, Sandē VS Magajin: Shūketsu! Chōjō daikessen) est un jeu vidéo de combat développé et édité par Konami sorti en 2009 sur PlayStation Portable.

## Trame

### Personnages
Les personnages de départ sont marqués par *.

#### Combattants
| Série d'origine de Shōnen Sunday | Nom                                                | Série d'origine de Shōnen Magazine | Nom                              |
| -------------------------------- | -------------------------------------------------- | ---------------------------------- | -------------------------------- |
| Arms                             | Ryō Takatsuki/Jabberwock*                          | Air Gear                           | Itsuki Minami (Ikki)*            |
| Flame of Recca                   | Recca Hanabishi                                    | Air Gear                           | Croissant Kamen (Ringo Noyamano) |
| Hayate no Gotoku!                | Hayate Ayasaki*                                    | Ashita no Joe                      | Joe Yabuki                       |
| Honō no Tenkōsei                 | Noboru Takigawa                                    | Cyborg 009                         | Joe Shimamura                    |
| Inu-Yasha                        | Inu-Yasha*                                         | Devilman                           | Devilman                         |
| Kekkaishi                        | Yoshimori Sumimura (avec Madarao)*                 | Fairy Tail                         | Natsu Dragnir (avec Happy)*      |
| Kekkaishi                        | Tokine Yukimura (avec Hakubi)                      | Fairy Tail                         | Lucy Heartfilia*                 |
| Ken-ichi le disciple ultime      | Ken'ichi Shirahama*                                | Get Backers                        | Ban Mido*                        |
| Ken-ichi le disciple ultime      | Miu Fūrinji                                        | Ippo                               | Ippo Makunouchi*                 |
| Kyūkyoku Chōjin R                | Ichirō R.Tanaka                                    | Hajime no Ippo                     | Mamoru Takamura                  |
| La Loi d'Ueki                    | Kōsuke Ueki                                        | Kōtarō makari tōru!                | Kōtarō Shindō                    |
| Ushio to Tora                    | Ushio Aotsuki/Ushio (avec Tora)                    | Negima!                            | Negi Springfield*                |
| Yaiba                            | Yaiba Kurogane                                     | Sajigake!! Cromartie Kōkō          | Shin'ichi Mechazawa              |
| Zettai Karen Children            | Kaoru Akashi (avec Aoi Nogami & Shiho San'nomiya)* | Samurai deeper Kyo                 | Kyo aux yeux de démon            |
|                                  |                                                    | Tiger Mask                         | Tiger Mask                       |

#### Supporters
| Série d'origine de Shonen Sunday | Nom                                          | Série d'origine de Shonen Magazine | Nom                                                   |
| -------------------------------- | -------------------------------------------- | ---------------------------------- | ----------------------------------------------------- |
| Logo Sunday                      | Namazu                                       | Logo Magazine                      | Pimo pimo                                             |
| Arms                             | Kei Kuruma                                   | Air Gear                           | Kogarasumaru (Kazuma Mikura (Kazu), Onigiri & Buccha) |
| Arms                             | Hayato Shingū*                               | Air Gear                           | Yasuyoshi Sano (Aeon Clock)                           |
| Arms                             | Takeshi Tomoe**                              | Air Gear                           | Simca*                                                |
| Arms                             | Knight                                       | Air Gear                           | Kururu Sumeragi**                                     |
| Arms                             | Queen of Heart                               | Air Gear                           | Akito/Agito Wanijima                                  |
| Arms                             | White Rabbit                                 | Ashita no Joe                      | Danpei Tange                                          |
| Flame of Recca                   | Kurei                                        | Ashita no Joe                      | Mammoth Nishi                                         |
| Flame of Recca                   | Yanagi Sakoshita                             | Devilman                           | Ryo Asuka                                             |
| Ganbare Genki                    | Genki Horiguchi                              | Devilman                           | Masa/Tetsu & Banjirō & Roku                           |
| Gu-Gu Ganmo                      | Ganmo Tsukuda                                | Devilman                           | Miki Makimura                                         |
| Hayate no Gotoku!                | Nagi Sanzen'in**                             | Fairy Tail                         | Grey Fullbuster*                                      |
| Hayate no Gotoku!                | Maria*                                       | Fairy Tail                         | Erza Scarlett**                                       |
| Hayate no Gotoku!                | Tama                                         | Fairy Tail                         | Makarov Draer                                         |
| Honō no Tenkōsei                 | Kanazawa                                     | Get Backers                        | Ginji Amano*                                          |
| Honō no Tenkōsei                 | Yukari Takamura                              | Get Backers                        | Himiko Kudo                                           |
| Inu-Yasha                        | Kagome Higurashi**                           | Get Backers                        | Hevn**                                                |
| Inu-Yasha                        | Sango*                                       | Hajime no Ippo                     | Aokimura (Masaru Aoki & Tatsuya Kimura)               |
| Inu-Yasha                        | Shippo                                       | Hajime no Ippo                     | Manabu Itagaki                                        |
| Inu-Yasha                        | Sesshōmaru                                   | Hajime no Ippo                     | Genji Kamogawa*                                       |
| Inu-Yasha                        | Miroku                                       | Hajime no Ippo                     | La statue de Takamura                                 |
| Kekkaishi                        | Gen Shishio**                                | Hajime no Ippo                     | Kumi Mashiba**                                        |
| Kekkaishi                        | Masamori Sumimura*                           | Hajime no Ippo                     | Tomoko Yamaguchi                                      |
| Ken-ichi le disciple ultime      | Apachai Hopachai                             | Kōtarō makari tōru!                | Teruhiko Tankōji                                      |
| Ken-ichi le disciple ultime      | Hayato Fūrinji                               | Kōtarō makari tōru!                | Mayumi Watase                                         |
| Ken-ichi le disciple ultime      | Akisame Kōetsuji**                           | MMR Magazine Mystery Chōsahan      | Kibayashi                                             |
| Ken-ichi le disciple ultime      | Kensei ba                                    | Negima!                            | Asuna Kagurazaka**                                    |
| Ken-ichi le disciple ultime      | Shigure Kōsaka                               | Negima!                            | Konoka Konoe                                          |
| Ken-ichi le disciple ultime      | Shio Sakaki*                                 | Negima!                            | Setsuna Sakurazaki                                    |
| Kenji                            | Kenji Gō                                     | Negima!                            | Evangeline A.K. Macdowell & Chachamaru Karakuri       |
| Kyūkyoku Chōjin R                | R no 29                                      | Negima!                            | Nodoka Miyazaki*                                      |
| Kyūkyoku Chōjin R                | Tosaka Senpai                                | Negima!                            | La classe 3-A                                         |
| Kyūkyoku Chōjin R                | Nariyuki Narihara                            | Negima!                            | Takahata.T.Takamichi                                  |
| La Loi d'Ueki                    | Sei'ichiro Sano                              | Negima!                            | Les Bakarangers                                       |
| La Loi d'Ueki                    | Rinko Jerrard                                | Sajigake!! Cromartie Kōkō          | Takashi Kamiyama + Shinjiro Hayashida & Akira Maeda   |
| La Loi d'Ueki                    | Marilyn Carrey                               | Sajigake!! Cromartie Kōkō          | Gorille                                               |
| La Loi d'Ueki                    | Ai Mori                                      | Sajigake!! Cromartie Kōkō          | Freddie                                               |
| Ushio to Tora                    | Shigure Aotsuki                              | Samurai deeper Kyo                 | Yukimura Sanada                                       |
| Ushio to Tora                    | Tokisaka & Tokijun                           | Samurai deeper Kyo                 | Yuya Shiina                                           |
| Ushio to Tora                    | Les Kamaitachis de l'est (Jūrō)              | Sayonara Zetsubō sensei            | Nozomu Itoshiki                                       |
| Ushio to Tora                    | Les Kamaitachis de l'est (Raishin et Kagari) | Super Doctor K                     | KAZUYA                                                |
| Ushio to Tora                    | Hyō                                          | Tiger Mask                         | Great Zebra                                           |
| Zettai Karen Children            | Kōichi Minamoto**                            | Tiger Mask                         | Kenta                                                 |
| Zettai Karen Children            | Fujiko Tsubomi*                              | Tiger Mask                         | La bande des Chibikko House                           |
| Zettai Karen Children            | Kyōsuke Hyōbu                                | Tiger Mask                         | Mister X                                              |
|                                  |                                              | Tiger Mask                         | Ruriko                                                |

## Système de jeu

### Modes de jeu

#### Arcade
Le joueur va affronter les 7 adversaires. En terminant le mode Arcade, le dernier adversaire sera débloqué.

#### Quêtes
Dans ce mode, ils peuvent jouer jusqu'à 4 joueurs en collaborant. 3 Livres. Chaque Livre, il y a 3 niveaux. Dans ce niveau, il y a 2 à 4 étapes à réussir. Dans les étapes, le joueur va battre les ennemis pour ramasser les orbes pour avoir la nouvelle technique des personnages et le coffre pour débloquer les personnages de support ou avoir, le ticket Sunday ou le ticket Magazine. Si le temps ou les vies sont à zéro, la partie est terminée, les coffres ramassés seront tous perdus. En collectionnant les 5 tickets Sunday ou Magazine, le joueur peut affronter le personnage caché.

#### My Room
- Changer, Débloquer les techniques : Le joueur peut changer les techniques ou/et le personnage de support et utiliser les orbes ramassées pour débloquer les nouvelles techniques.
- Record : Le record peut voir le temps joué, nombre du mode arcade terminé, personnages de support débloqué, techniques débloqué, nombre de victoires consécutives (dans le mode Bataille Libre 2 joueurs), nombre de victoires (dans le mode Bataille Libre 2 joueurs) et le titre (dans le mode Bataille Libre 2 joueurs).
- Base de données : C'est la base pour voir les personnages d'origines du manga.